# Адашевский, Константин Игнатьевич
Константин Игнатьевич Адаше́вский (30 марта [11 апреля] 1897, Тулишкув, Великопольское воеводство — 1 июня 1987, Ленинград) — советский актёр театра и кино. Народный артист СССР (1985). Лауреат Сталинской премии II степени (1951) и Государственной премии РСФСР имени К. С. Станиславского (1979).

## Биография
Родился в селе Тулешково (ныне в Турекском повяте, Великопольское воеводство, Польша).
В 1909—1917 годах учился в Ямбургском общем коммерческом училище. В 1918—1922 годах служил в РККА в Петрограде (культработник 3-й рабочей бригады 6-й стрелковой дивизии 7-й армии). В 1922—1923 годах учился в Петроградской школе инструкторов театрального дела при Политуправлении Балтийского флота. В 1923—1924 годах — руководитель драматического кружка железнодорожного рабочего клуба на станции «Сортировочная» Октябрьской железной дороги.
В 1923—1925 годах учился в Школе русской драмы в Петрограде по классу Е. Н. Карпова, где руководителями и преподавателями были В. Н. Давыдов, В. А. Мичурина-Самойлова, Ю. М. Юрьев.
С 1925 года и до конца своей жизни — актёр ЛАТД имени А. С. Пушкина.
С 1925 года снимался в кино. Всего сыграл более шестидесяти ролей. Среди наиболее заметных: Авдеев («Великий гражданин»), королевский герольд («Золушка»), Степан Лукич («Академик Иван Павлов»), губернатор («Джамбул»), Афремов («Живой труп»), Карп («Лес»), филателист («Кортик»), адмирал («Балтийская слава»), купец Пит Брюханов («Начальник Чукотки»).
В годы войны со своим коллегой по театру А. Борисовым создали на новосибирском радио образы весёлых бойцов-разведчиков Козьмы Ветеркова и Ильи Шмелькова, им ассистировал легендарный баянист И. Маланин. Передачи, а затем и выступления перед бойцами сибирских дивизий с участием этих персонажей, называвшиеся «Огонь по врагу», получили широкую популярность.
Скончался 1 июня 1987 года (по другим источникам — 2 июня) в Ленинграде. Похоронен на Серафимовском кладбище (15 уч.).

Могила Адашевского на Серафимовском кладбище Санкт-Петербурга.

## Творчество

### ЛАТД имени А. С. Пушкина
- «За чем пойдёшь, то и найдёшь» А. Н. Островского — Бальзаминов
- 1936 — «Лес» А. Н. Островского — Карп
- 1939, 1949 — «Полководец Суворов» И. В. Бахтерева и А. В. Разумовского — Прохор Дубасов и Егоркин
- 1945 — «Памятные встречи» А. М. Утевского — Салаев
- 1946 — «За тех, кто в море» Б. А. Лавренёва — Лишев, старший лейтенант
- 1946 — «Победители» Б. Ф. Чирскова — Лавров, секретарь обкома
- 1947 — «Жизнь в цвету» А. П. Довженко — отец Христофор
- 1948 — «Горячее сердце» А. Н. Островского — Тарас Тарасович Хлынов
- 1950 — «Победители ночи» И. В. Штока — Скорняков
- 1950 — «Живой труп» Л. Н. Толстого — Афремов
- 1951 — «Незабываемый 1919-й» В. В. Вишневского — Шибаев
- 1955 — «Оптимистическая трагедия» В. В. Вишневского — старый матрос
- 1964 — «Мария Тюдор» В. Гюго — Симон Ренар
- 1966 — «Тяжкое обвинение» Л. Р. Шейнина — Приходько
- 1967 — «Дело, которому ты служишь» по Ю. П. Герману — Родион Мефодьевич Степанов, позже хирург Богословский
- 1965 — «Скандальное происшествие с мистером Кэттлом и миссис Мун» Дж. Б. Пристли — Стрит, старший полицейский инспектор
- 1969 — «Справедливость — моё ремесло» Л. А. Жуховицкого — Федотыч
- 1970 — «Человек и глобус» В. В. Лаврентьева — Гришанков, нарком
- 1971 — «Последняя жертва» А. Н. Островского — Лавр Миронович Прибытков
- 1971 — «Сказки старого Арбата» А. Н. Арбузова — Христофор Иванович Блохин
- 1971 — «Последняя жертва» А. Н. Островского — Лавр Миронович
- 1973 — «Иней на стогах» Л. Ю. Моисеева — Тер-Шмаонов
- 1974 — «Похождения Чичикова, или Мёртвые души» по Н. В. Гоголю — Бетрищев
- 1976 — «Беседы с Сократом» Э. С. Радзинского — тюремщик, позже (1978) Сократ
- 1977 — «Пока бьётся сердце» Д. Я. Храбровицкого — Бурцев
- 1980 — «Час пик» по повести Е. Ставиньского — сторож Тадеуш
- 1982 — «Лукия» М. В. Гараевой — Спиридон Тупченков, сторож продмага

## Фильмография
- 1925 — 9 января — рабочий
- 1935 — Лунный камень — Чернявский
- 1935 — Подруги — пристав
- 1938 — Враги — Пологий, конторщик
- 1938 — Маска (короткометражный) — Белебухин
- 1939 — Человек в футляре — священник
- 1939 — Великий гражданин — Авдеев
- 1940 — Разгром Юденича — Попов
- 1941 — Фронтовые подруги — военврач
- 1941 — Отец и сын — Мартьянов
- 1945 — Простые люди — повар
- 1946 — Солистка балета — отец Ольги
- 1947 — Золушка — королевский герольд
- 1949 — Академик Иван Павлов — Степан Лукич
- 1950 — Мусоргский — Ржевский
- 1951 — Белинский — оппонент Белинского
- 1952 — Живой труп (фильм-спектакль) — Афремов
- 1952 — Джамбул — губернатор
- 1953 — Лес — Карп
- 1953 — Горячее сердце (фильм-спектакль) — Тарас Тарасович Хлынов
- 1954 — Кортик — филателист
- 1954 — Запасной игрок — Иван Иннокентьевич
- 1955 — Следы на снегу — Винокуров
- 1955 — Овод — австрийский генерал
- 1955 — Михайло Ломоносов — Л. Эйлер
- 1955 — Два капитана — профессор
- 1956 — Дорога правды — Рыбаков
- 1957 — Улица полна неожиданностей — Андреевич, швейцар ресторана
- 1957 — Тамбу-Ламбу (короткометражный) — кассир цирка
- 1957 — Это случилось на Некрасовской (короткометражный) — профессор Ребриков
- 1957 — Его время придёт — Уэстерби
- 1957 — Балтийская слава — адмирал Свешников
- 1958 — Шли солдаты… — городской голова
- 1958 — Красные листья — адвокат
- 1958 — День первый — Кишкин
- 1958 — В дни Октября — генерал П. Н. Краснов
- 1959 — Токтогул — эпизод
- 1959 — Тёмные люди (короткометражный) — Дятлов
- 1959 — Театр зовёт (короткометражный) — Пал Палыч
- 1960 — Осторожно, бабушка! — Сергей Васильевич
- 1961 — Первые испытания — губернатор
- 1961 — Две жизни — генерал Хабалов
- 1965 — Музыканты одного полка — Иван Захарович
- 1966 — Начальник Чукотки — Пит Брюханов
- 1966 — Катерина Измайлова — поп
- 1966 — 12 стульев — дворник Тихон
- 1967 — Татьянин день — председатель
- 1967 — Мятежная застава — Власьев
- 1967 — Браслет-2 — комментатор на ипподроме
- 1968 — Захудалое королевство (телеспектакль) — дед Кабадей
- 1968 — Ошибка Оноре де Бальзака — академик
- 1969 — Преступление и наказание — извозчик
- 1969 — Мёртвые души (фильм-спектакль) — губернатор
- 1969 — Берег юности — эпизод
- 1970 — Хозяин — Павел Андреевич Викулов, вор
- 1970 — Угол падения — Завадский
- 1970 — Зелёные цепочки — Воронов
- 1970 — Двадцать седьмой неполный (фильм-спектакль) — учитель Закона Божьего в школе
- 1971 — Повесть о том, как поссорился Иван Иванович с Иваном Никифоровичем (фильм-спектакль) — судья
- 1971 — Красный дипломат. Страницы жизни Леонида Красина — министр юстиции
- 1971 — Тень — самый старший лакей
- 1972 — Двенадцать месяцев — начальник королевской стражи
- 1973 — Горя бояться — счастья не видать — царь Дормидонт и скоморох
- 1973 — Здесь наш дом — «толкач» из провинции
- 1974 — Царевич Проша — водяной палач
- 1974 — Все улики против него — главбух
- 1975 — Что человеку надо — Юровский
- 1976 — Театральные истории (короткометражный) — благородный отец
- 1977 — Мальчуган — текст от автора
- 1978 — Ограбление в полночь (фильм-спектакль) — полицейский инспектор
- 1979 — Соловей — волшебник
- 1980 — Я — актриса — К. С. Станиславский
- 1980 — Рафферти — Сэм Фарроу
- 1981 — Путешествие в Кавказские горы — эпизод
- 1981 — Вот такая музыка — дед Максим
- 1982 — Ослиная шкура — мудрец
- 1984 — И вот пришёл Бумбо… — врач
- 1984 — Пусть цветёт иван-чай — дедушка Лены
- 1985 — Соперницы — дядя Федя, сторож

### Озвучивание
- 1960 — Семья Мяннард — Карл Нейдер
- 1972 — Маленький реквием для губной гармошки — пастор (роль А. Сиккеля)
- 1974 — Царевич Проша — рассказчик
- 1986 — Взгляд (документальный) — текст от автора

### Участие в фильмах
- 1950-е — Записные книжки А. П. Чехова (документальный) — сцены из «Крыжовника»
- 1974 — Игорь Горбачёв (документальный) — Тершмаонов, сцена из спектакля
- 1974 — Мир Николая Симонова (документальный)
- 1975 — Василий Меркурьев (документальный)
- 1976 — Юрий Толубеев (документальный)

## Награды и звания
- заслуженный артист РСФСР (1947)
- народный артист РСФСР (1970)
- народный артист СССР (1985)
- Сталинская премия второй степени (1951) — за исполнение роли в спектакле «Незабываемый 1919-й» В. В. Вишневского, поставленный Л. С. Вивьеном и В. А. Мехнецовым на сцене ЛАТД им. А. Пушкина.
- Государственная премия РСФСР имени К. С. Станиславского (1979) — за исполнение роли Бурцева в спектакле «Пока бьётся сердце» Д. Я. Храбровицкого на сцене ЛАТД имени А. С. Пушкина
- орден Трудового Красного Знамени (1982)
- орден Дружбы народов (1977)
- орден «Знак Почёта» (1939)
- медали[4]